# اوستکا
اوستکا (به لاتین: Ustka) یک شهرک در لهستان است که در استان پومرانی واقع شده‌است.

## خصوصیات
اوستکا ۱۰٫۱۴ کیلومترمربع مساحت و ۱۶٬۲۲۷ نفر جمعیت دارد و ۳ متر بالاتر از سطح دریا واقع شده‌است.

## خواهرخوانده
شهرهای کاپلن و سووپسک خواهرخوانده‌های اوستکا هستند.